# Salsk
Salsk (en rus: Сальск) és una ciutat de l'óblast de Rostov, a Rússia, que el 2017 tenia 58.179 habitants, és la seu administrativa del districte homònim.
La vila es fundà per donar servei a l'estació ferroviària de Torgovaia, inaugurada el 1899, i el 1926 ja aconseguí l'estatus de ciutat.